# پیتون (کلرادو)
پیتون (به انگلیسی: Peyton) یک منطقهٔ مسکونی در ایالات متحده آمریکا است که در شهرستان ال پاسو، کلرادو واقع شده‌است. پیتون ۶٫۰ کیلومتر مربع مساحت و ۲۵۰ نفر جمعیت دارد و ۲٬۰۷۸ متر بالاتر از سطح دریا واقع شده‌است.